# Malling (Moselle)
Malling település Franciaországban, Moselle megyében. Lakosainak száma 680 fő (2022. január 1.). Malling Berg-sur-Moselle, Cattenom, Gavisse, Hunting, Kerling-lès-Sierck, Kœnigsmacker, Oudrenne és Rettel községekkel határos.

## Népesség
A település népességének változása:
| Lakosok száma | 437  | 471  | 512  | 504  | 624  | 623  | 630  | 631  | 647  | 680  |
|               | 1968 | 1982 | 1990 | 2006 | 2013 | 2015 | 2017 | 2019 | 2020 | 2022 |